# Ahlefeld
Ahlefeld è un ex comune tedesco del circondario di Rendsburg-Eckernförde nella regione dello Schleswig-Holstein. Ha circa 170 abitanti.
Dal 1º marzo 2008 si è fuso con Bistensee istituendo così il nuovo comune di Ahlefeld-Bistensee.